# 南部縱貫鐵道線
南部縱貫鐵道線（日文：南部縦貫鉄道線（なんぶじゅうかんてつどうせん））是日本青森县东部的铁路巴士路線，於1962年開始營業，因經營困難，於1997年停駛。本路線連接野邊地町的野边地站與七戶町的七戶站。 

## 公司組織
南部縱貫鐵道株式會社於1953年（昭和28年）12月23日由七戶町、天間林村、上北地區其他地區的地方政府和居民的投資下成立，以建設鐵路。
公司自開業起，鐵道經營就很艱難，於1966年申請適用「会社更生法」，並經營清潔業務與團體用餐服務。在鐵路業務廢止後，公司改名為南部縱貫株式會社。本公司於1963年起便經營“縱貫計程車”，於2013年出售，成為縱貫計程車公司（日文：株式会社縦貫タクシー）。 
所營運的南部縱貫鐵道線大部分铁路设施和路線都屬公司自有。但在野邊地站和西千曳站之间的路線，是使用日本國有鐵道（以及承繼該路線的東日本旅客鐵道，JR东日本）的東北本線。南部縱貫鐵道原本無償使用該路線，但國鐵私有化後，JR東日本要求南部縱貫鐵道支付使用費用。
公司位於原南部縱貫鐵道線七戶站（青森県上北郡七戸町字笊田48-1）。
- 縱貫計程車
- 南部縱貫鐵道七戶站

## 路線歷史
南部縱貫铁道線是由南部縱貫公司在1962年於七户和千曳之间開始營業的私人鐵路。最開始路線的建設是由沿線地方政府補助，但資金後來用完了，工程停頓。後來東北開發的子公司陸奧製鐵（日文：むつ製鉄）打算利用路線運輸鐵砂，東北開發因而提供建設的資金，路線於1962年開通 。
不過因為國外進口的鐵礦砂價錢下跌，陸奧製鐵的計畫在1965年失敗，而本路線有平行的公路運輸競爭，因此單靠客運也難以維持。公司於1966年申請適用破產「会社更生法」，並接受地方政府委託從事清潔業務和團體午餐業務以求生存。 1968 年 8 月 5 日，本路經由東北本線延伸至野边地。
鐵路業務持續處於虧損狀態。東北新幹線向青森延伸的計畫將在七戶設站，本路於是廢棄一部份路線並在營農大學校前站建立新線，希望能在七戶站提供接駁服務。
1981年，国鉄大畑線被列入第一階段廢止路線，曾評估是否要接手該線，但評估後認為不利，並將更生計畫繼續延長。更生計畫於1984年終止，大畑線後來由當地的巴士公司下北交通接手。
1995年12月，日本國鐵結算公社要求本路收購向東北旅客鐵道承租的的野邊地-千曳區間路線，要價約5100萬日元。本路無法籌集資金，維護成本入不敷出，1997 年 5 月 5 日铁路巴士停駛。在1998年6月由於鐵路沿線當地政府的調解，以約 450 萬日元的價格購買了路線。但停駛期間鐵路設施遭到破壞，復駛的難度比預期的要大。公司的鐵道部門于 2002 年 8 月 1 日正式关闭。
原定以迷你新幹線建設的東北新幹線，在1998年1月改以標準新幹線規格興建，設立的七户十和田站在现有车站以北，远离南部縱貫鐵路線。八戶和新青森之間於2010年通車，跨越了南部縱貫鐵路的舊線。
七户站獲得保留，現為南部縱貫公司總部。此外也有部分轨道和一辆铁路巴士得以保留；其餘路線已經拆除或廢棄。 每年黃金周期間都會舉辦軌道巴士體驗乘坐活動。公司繼續經營鐵路以外的業務，於2004 年更名為南部鐵路株式會社。計程車業務（俗稱“縱貫計程車”）後來售出了。

## 路線資料
- 路線距離（營業距離）：野邊地 - 七戶之間 20.9公里[3]
- 軌距：1067mm[3]
- 車站數目：11個（包含起終點站）
- 雙線區間：沒有（全線單線）
- 電氣化區間：沒有（全線非電氣化）
- 閉塞方式:電氣路籤

## 车站列表
- 所有車站位於青森縣上北郡內。所在地的町村名和接續路線名稱都取自暫停服務當刻。
天間林村在2005年3月31日合併至七戶町。
東北本線在2010年12月4日起由青森鐵道繼承（八戶至青森之間），成為青森鐵道線。
- 軌道 - ∧：可列車交會、｜：不可列車交會

| 中文站名     | 日文站名 | 英文站名         | 距离（公里） | 距离（公里） | 接續路線                         | 軌道 | 所在地   | 所在地 |
| 中文站名     | 日文站名 | 英文站名         | 站間距離     | 起點距離     | 接續路線                         | 軌道 | 所在地   | 所在地 |
| ------------ | -------- | ---------------- | ------------ | ------------ | -------------------------------- | ---- | -------- | ------ |
| 野邊地       |          | Noheji           | ——           | 0.0          | 東日本旅客鐵道：東北本線、大湊線 | ｜   | 野邊地町 |        |
| 西千曳       |          | Nishichibiki     | 5.6          | 5.6          |                                  | ｜   | 東北町   |        |
| 後平         |          | Ushirotai        | 3.4          | 9.0          |                                  | ｜   | 天間林村 |        |
| 坪           |          | Tsubo            | 1.5          | 10.5         |                                  | ｜   | 天間林村 |        |
| 坪川         |          | Tsubogawa        | 1.1          | 11.6         |                                  |      | 天間林村 |        |
| 道之上       |          | Michinokami      | 1.9          | 13.5         |                                  | ｜   | 天間林村 |        |
| 天間林       |          | Tenmabayashi     | 1.0          | 14.5         |                                  | ｜   | 天間林村 |        |
| 中野         |          | Nakano           | 1.1          | 15.6         |                                  | ｜   | 天間林村 |        |
| 營農大學校前 |          | Einodaigakkomae  | 1.6          | 17.2         |                                  | ｜   | 七戶町   |        |
| 盛田牧場前   |          | Moritabokujyomae | 1.2          | 18.4         |                                  | ｜   | 七戶町   |        |
| 七戶         |          | Shichinohe       | 2.5          | 20.9         |                                  | ∧    | 七戶町   |        |

過去的接續路線
- 西千曳站 - 東北本線（開業當時名為千曳站）

## 營運模式
使用柴油客車（KiHa10型）行駛每站皆停的普通列車，所有列車行駛區間都是野邊地至七戶。
至1984年1月31日，每天定期開行7班（其中早晚各1班車在例假日與停課日停駛）和2班貨車（其中1班為不定期列車）中，大多數列車在天間林站交會。1984年2月1日全國鐵路時刻表修改，全部貨運列車取消，例假日停駛的列車改為不定期列車，因此定期列車成為每天五班。除了不定期班次列車以外，列車也不再於天間林站交會，但是每天還是在天間林站辦理閉塞。
1985年5月1日的時刻表修訂中，正式取消不定期列車。當乘客較多時，行駛大型車Kiha 10型。閉塞方式也從以天間林站為區間的路牌式閉塞，改為全線票券式閉塞，不再辦理交會。此後每天只有五往返定期列車，直到1997年停駛。
- 七戶站月台
- 南部縱貫鐵道線天間林站，1997年3月26日
- 南部縱貫鐵道線野邊地站的時刻表，1997年3月26日
- 野邊地站的運費表，1997年3月26日

## 年表
- 1953年（昭和28年）
  - 8月31日 - 取得三本木-野辺地之間的鐵路建設許可[3]
  - 12月23日 - 南部縱貫鐵道公司成立
- 1962年（昭和37年）10月20日 - 千曳 - 七戸間開業[3]
- 1963年（昭和38年）4月1日 - 後平車站、坪川車站開業
- 1964年（昭和39年）4月11日 - 盛田牧場前車站開業
- 1966年（昭和41年）5月 - 申請適用会社更生法（1984年（昭和59年）停止）
- 1968年（昭和43年）
  - 5月16日 - 十勝沖地震，全線不通
  - 8月5日 - 由於国鉄東北本線改線，向其借用野辺地 - 千曳之間的路線[3]，全線復駛。
- 1984年（昭和59年）2月1日 - 停止貨運
- 1997年（平成9年）
  - 1月20日 - 決議全線停業[4]
  - 4月30日 - 向東北運輸局提出申請停業[5]
  - 5月2日 - 東北運輸局准許停業[5]
  - 5月6日 - 全線停業[6]
- 2002年（平成14年）8月1日 - 全線廢線[7]
- 2004年- 公司名稱由南部縱貫鐵道株式會社變更為南部縱貫鐵道株式會社
- 2013年（平成25年）--出售一般乘用車運輸業務。

## 車輛

### 柴油客車
3組4輛車，都稱為Kiha 10型，但彼此之間並無關係。
KiHa 101 / Kiha 102
1962年製造，開業時的車輛，也是主力用車
KiHa 103
1937年製造，原筑波鐵道キハ302號
KiHa 104
1956 年製造，原日本國鐵キハ 10 45 號。

### 柴油機車
D45型
開業時（1962 年）由日立製作所製造的內燃機車。1984年停止貨運時基本上停用。
DC25型
1959年協三工業製，原為羽後交通DC2生產。1973年轉移至南部縱貫鐵道。
DB11型
1962年富士重工製，原本當作鐵路機械，但在1964 年被編為 DB11。主要用作除雪機。
- 南部縱貫鐵道線KiHa 101號柴油客車
- 南部縱貫鐵道線KiHa 102號柴油客車，七戶車站
- 車內製造銘板
- 南部縱貫鐵道線KiHa 104號柴油客車動態保存中，七戶車站內
- 南部縱貫鐵道線的柴油機車D45，七戸車庫。